# Abdelrafik Gérard
Abdelrafik Gérard (Ivry-sur-Seine, 8 giugno 1993) è un calciatore francese, centrocampista svincolato.

## Carriera
Ha collezionato oltre 50 presenze nella seconda divisione francese con varie squadre. In seguito ha anche giocato nella prima divisione azera.